# Oddział Kawalerii Konnej
Oddział Kawalerii Konnej (ang. 1st Cavalry Division Horse Cavalry Detachment) − reprezentacyjny pododdział jazdy konnej 1 Dywizji Kawalerii w Fort Hood w Teksasie, został aktywowany w 1972 i jest jednostką podporządkowaną 1 Dywizji Kawalerii.

## Historia
W 1943 roku, pod koniec II wojny światowej 1 Dywizja Kawalerii pozbyła się koni będących na jej wyposażeniu. Oddział Kawalerii Konnej został aktywowany 29 lat później w 1972 roku i jest jedną z siedmiu jednostek konnych tego typu w armii USA. W skład oddziału wchodzi 40 żołnierzy, 47 koni, 8 mułów, wóz zaopatrzeniowy wz. 1878 i lekka armata haubicowa M1841.
Od chwili powstania oddział prezentował się wszystkim grupom odbiorców, od dzieci po prezydenckie parady inauguracyjne, na wystawie światowej w 1984 w Nowym Orleanie w Luizjanie i na wielu państwowych i lokalnych wystawach, paradach i rodeo.
Występy reprezentacyjne są pokazem umiejętności wymaganych od kawalerzysty, obejmują musztrę paradną, stęp, kłus i galop. Część pokazu dotycząca broni pokazuje użycie na koniu szabli, rewolweru Colt 45 i karabinu Springfield wz. 1873. Pokazy mogą się odbywać na powierzchni wielkości boiska do piłki nożnej.